# Christoph Friedrich (Pharmaziehistoriker)

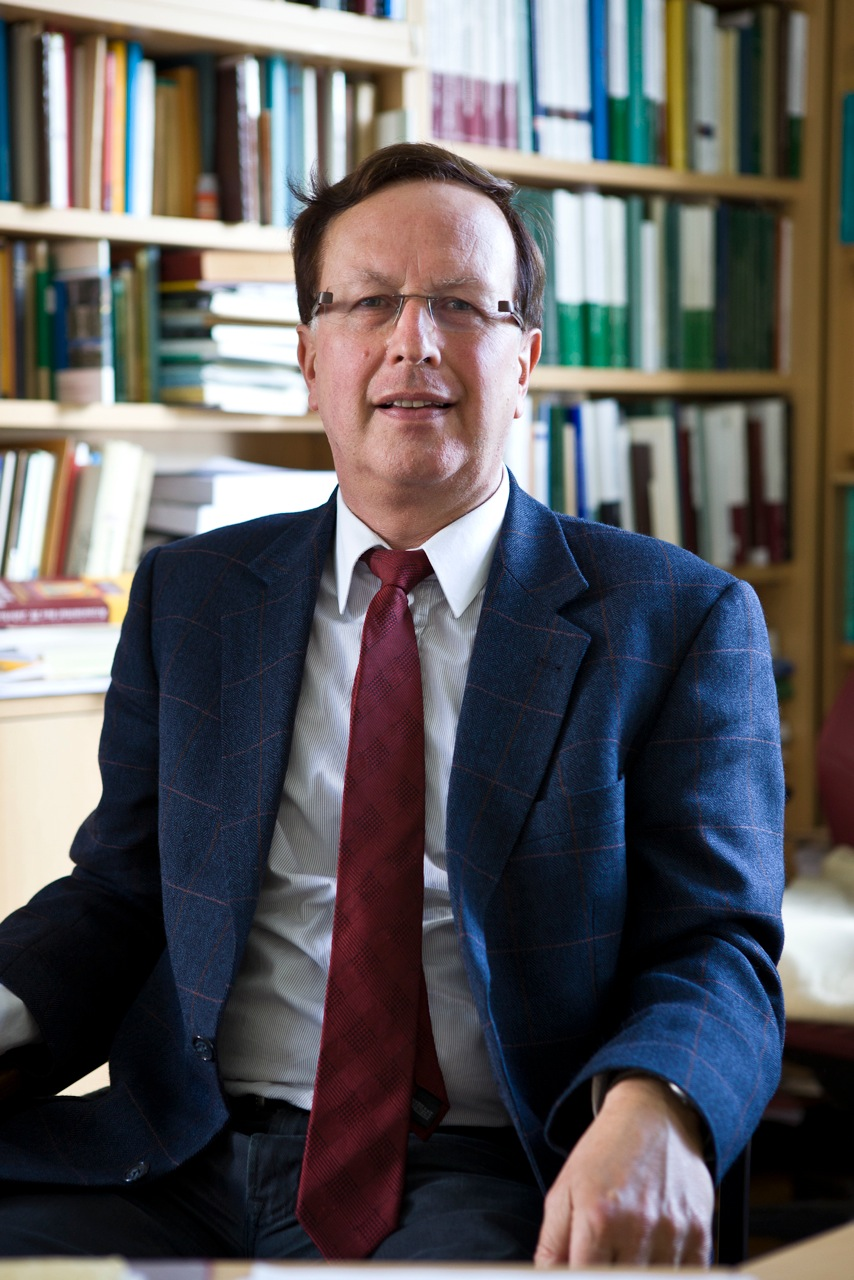
Christoph Friedrich

Christoph Friedrich (* 18. Februar 1954 in Salzwedel) ist ein deutscher Apotheker, Pharmaziehistoriker und Professor an der Universität Marburg.

## Werdegang
Christoph Friedrich begann 1974 sein Pharmaziestudium an der Universität Greifswald, das er 1979 als Diplompharmazeut mit „Auszeichnung“ abschloss. Anschließend war er Assistent an der Sektion Pharmazie der Universität Greifswald. Daneben absolvierte er ein postgraduales Studium der Geschichtswissenschaften, das er 1983 als Diplomhistoriker beendete. Noch im selben Jahr wurde Friedrich zum Dr. rer. nat. mit einer pharmaziehistorischen Arbeit promoviert. 1987 erfolgte die Habilitation für Geschichte der Pharmazie. 1988 bis 1992 war er als Oberassistent an der Sektion Pharmazie der Universität Greifswald tätig und hielt daneben auch Vorlesungen zur Geschichte der Medizin. 1990 bekam er die Lehrbefugnis (Venia legendi) für Medizingeschichte und wurde 1992 zum C3-Professor und Leiter der Abteilung für Geschichte der Pharmazie/Sozialpharmazie an der Universität Greifswald ernannt.
Im Jahr 2000 folgte Friedrich als Nachfolger von Fritz Krafft einem Ruf auf die C4-Professur für Geschichte der Pharmazie an der Universität Marburg und wurde dort Direktor des Institutes für Geschichte der Pharmazie. Von 2002 bis 2005 war er in Marburg als Studiendekan und von 2005 bis 2007 als Dekan des Fachbereiches Pharmazie tätig.
2015 übernahm er die Stelle des Leiters der Geschäftsstelle Pharmazie in Marburg, des hessischen Landesprüfungs- und Untersuchungsamtes im Gesundheitswesen.
Zum 31. März 2020 wurde er pensioniert, übernahm jedoch noch bis zum 31. März 2021 eine Vertretungsprofessur. Seine Nachfolge übernahm Tanja Pommerening.

## Forschungsschwerpunkte
Friedrichs Forschungsschwerpunkte umfassen die Geschichte der Pharmazie vom 18. bis 20. Jahrhundert, insbesondere Arzneimittelgeschichte, Pharmazie in der NS-Zeit und der DDR, Kulturgeschichte der Pharmazie, Apothekerbiographien und -briefwechsel, aber auch die Geschichte der Hochschulpharmazie, pharmazeutischer Unternehmen und Institutionen.
Er betreute zahlreiche Dissertationen, wobei vierzig bisher erfolgreich verteidigt wurden. Unter seiner Leitung entstanden auch fünfzig inzwischen abgeschlossene Diplomarbeiten, und er hielt über 250 Vorträge im In- und Ausland.

## Auszeichnungen
- 1988: Carl-Wilhelm-Scheele-Preis der Pharmazeutischen Gesellschaft für die Habilitationsschrift
- 2002: Verleihung der Schelenz-Plakette der Internationalen Gesellschaft für Geschichte der Pharmazie
- 2011: Medaille Orosi der Accademia Italiana di Storia della Farmacia
- 2013: Georg Urdang-Medaille des American Institute of the History of Pharmacy auf dem 41. Internationalen Kongress für Geschichte der Pharmazie in Paris
- 2015: Carmen Francés-Medaille der Académie Internationale d’Histoire de la Pharmacie auf dem 42. Internationalen Kongress für Geschichte der Pharmazie in Istanbul
- 2016: wandernder Heilkräuterpreis der Stadt Königsee für seine Forschungsarbeiten zur thüringischen Pharmaziegeschichte, speziell auch zur Geschichte des Olitätenhandels
- 2020: Carl-Mannich-Medaille[1] der Deutschen Pharmazeutischen Gesellschaft

## Mitgliedschaften und Ämter
- 1999: Aufnahme in die Académie Internationale d’Histoire de la Pharmacie in Florenz
- 1999: Wahl zum Korrespondierenden Mitglied der Schweizerischen Gesellschaft für Geschichte der Pharmazie (Société Suisse d’histoire de la pharmacie)
- 2002: Wahl in den wissenschaftlichen Beirat der DPhG und in die Ausbildungskommission und in den Beirat des Verbandes der Professoren an Pharmazeutischen Hochschulen der Bundesrepublik Deutschland e. V.
- 2005–2012: Präsident der Deutschen Gesellschaft für Geschichte der Pharmazie
- 2007: Wahl in die Leibniz-Sozietät der Wissenschaften zu Berlin
- 2009: Wahl in die Akademie gemeinnütziger Wissenschaften zu Erfurt
- 2011–20??: Vorsitzender der Fachgruppe „Geschichte der Naturwissenschaften und Pharmazie“ der Deutschen Pharmazeutischen Gesellschaft
- 2011: Wahl in die Real Academia Nacional de Farmacia Madrid
- 2012: Wahl in den Hauptausschuss der Historischen Kommission für Hessen

## Veröffentlichungen
Friedrich schrieb bisher über vierzig Bücher und veröffentlichte mehr als 350 Publikationen. Er leitete 1993–2011 ein DFG-Projekt zur Herausgabe des Briefwechsels des Apothekers und Hochschullehrers J. B. Trommsdorff, 2011–2013 gemeinsam mit K. Grundmann das DFG-Projekt zur Erschließung, Digitalisierung und Bereitstellung des Nachlasses von Emil von Behring im Internet und seit 2016 ein DFG-Projekt zur Erstellung des 3. Ergänzungsbandes der Deutschen Apotheker-Biographie.
Friedrich war Mitherausgeber der „Veröffentlichungen der Internationalen Gesellschaft für Geschichte der Pharmazie“ (Band 59, 1994 bis Band 61, 1999). Derzeit ist er Mitherausgeber der „Quellen und Studien zur Geschichte der Pharmazie“ (ab Band 82, 2004) und der „Veröffentlichungen zur Pharmaziegeschichte“ (ab Band 1).
Als Herausgeber ist er ab Band 11 (2012) für die von Peter Dilg begründete Buchreihe „Stätten pharmazeutischer Praxis, Lehre und Forschung“ verantwortlich. Seit 2000 ist Friedrich Mitredakteur der Zeitschrift „Geschichte der Pharmazie“ und seit 2013 Mitherausgeber der Buchreihe „Academia Marburgensis – Beiträge zur Geschichte der Philipps-Universität Marburg“ (ab Band 12).
Auswahl an Veröffentlichungen:
- Die Apotheke von innen gesehen: Apothekerautobiographien aus zwei Jahrhunderten. Govi-Verl, Frankfurt am Main Eschborn 1995, ISBN 3-7741-0488-3.
- als Hrsg. mit Sabine Bernschneider-Reif zusammen mit Daniela Schierhorn: Rosarium litterarum. Beiträge zur Pharmazie- und Wissenschaftsgeschichte. Festschrift Peter Dilg. Eschborn 2003.
- Wolf-Dieter Müller-Jahncke, Christoph Friedrich, Ulrich Meyer: Arzneimittelgeschichte. 2., überarb. und erw. Auflage. Wiss. Verl.-Ges, Stuttgart 2005, ISBN 3-8047-2113-3.
- Christoph Friedrich, Wolf-Dieter Müller-Jahncke: Geschichte der Pharmazie. Band 2: Von der Frühen Neuzeit bis zur Gegenwart. Govi-Verl, Eschborn 2005, ISBN 3-7741-1027-1.
- Johann Bartholomäus Trommsdorff: Der Briefwechsel. Hrsg.: Hartmut Bettin, Christoph Friedrich, Wolfgang Götz (= Acta historica Leopoldina. Nr. 18, 1999–2009). Wiss. Verl.-Ges, Stuttgart, DNB 551456647.
- mit Joachim Telle (Hrsg.): Pharmazie in Geschichte und Gegenwart. Festschrift Wolf-Dieter Müller-Jahncke. Stuttgart 2009.
- Ulrich Vater und Christoph Friedrich (Hrsg.): Die Entwicklung des Apothekenwesens in der DDR. Bussert & Stadeler, Jena Quedlinburg 2010, ISBN 978-3-942115-05-6.
- Christoph Friedrich: Forscher, Künstler, Unternehmer: Apothekerkarrieren aus vier Jahrhunderten. Govi-Verlag, Eschborn 2013, ISBN 978-3-7741-1210-0.
- Ulrich Meyer, Christoph Friedrich: 150 Jahre Dr. Willmar Schwabe: 1866–2016. Hoffmann und Campe Verlag, Hamburg 2016, DNB 1113123354.
- mit Ernst Mutschler: Leuchttürme. Erfolgreiche Arzneimittelforscher im 20. Jahrhundert. Stuttgart 2020.